# Lemvig Kommune (1970-2006)
Lemvig Kommune i Ringkøbing Amt blev dannet ved kommunalreformen i 1970. Ved strukturreformen i 2007 blev den udvidet til den nuværende Lemvig Kommune ved indlemmelse af Thyborøn-Harboøre Kommune.

## Tangsø Kommune
I 1961 slog 4 sognekommuner sig frivilligt sammen i Tangsø Kommune med Bøvlingbjerg som kommunesæde:
| Kommune | Folketal november 1960 | Byer               |
| ------- | ---------------------- | ------------------ |
| Bøvling | 1.569                  | Bøvlingbjerg       |
| Flynder | 991                    | Del af Bækmarksbro |
| Møborg  | 1.125                  | Del af Bækmarksbro |
| Nees    | 750                    |                    |
| I alt   | 4.435                  |                    |

## Klinkby Kommune
I 1962 slog 3 sognekommuner sig frivilligt sammen i Klinkby Kommune med Klinkby som kommunesæde:
| Kommune          | Folketal november 1960 | Byer    |
| ---------------- | ---------------------- | ------- |
| Hygum-Hove       | 937                    | Klinkby |
| Tørring-Heldum   | 710                    |         |
| Vandborg-Ferring | 993                    |         |
| I alt            | 2.640                  |         |

## Lemvig Kommune
Lemvig havde været købstad, men det begreb mistede sin betydning med kommunalreformen. Omkring 1966 blev købstaden lagt sammen med sin nabo-sognekommune:
| Kommune        | Folketal september 1965 | Byer   |
| -------------- | ----------------------- | ------ |
| Lemvig Købstad | 5.915                   | Lemvig |
| Nørlem         | 883                     |        |
| I alt          | 6.798                   |        |

Ved selve kommunalreformen blev Tangsø og Klinkby kommuner samt yderligere 6 sognekommuner lagt sammen med Lemvig Købstad til Lemvig Kommune:
| Kommune         | Folketal 1. januar 1970 | Byer            |
| --------------- | ----------------------- | --------------- |
| Lemvig          | 6.741                   |                 |
| Tangsø          | 3.910                   |                 |
| Klinkby         | 2.321                   |                 |
| Dybe-Ramme      | 1.567                   | Bonnet og Ramme |
| Fabjerg         | 650                     |                 |
| Fjaltring-Trans | 548                     |                 |
| Gudum           | 1.163                   | Gudum           |
| Lomborg-Rom     | 1.295                   | Lomborg         |
| Nørre Nissum    | 1.739                   | Nørre Nissum    |
| I alt           | 19.934                  |                 |

## Sogne
Lemvig Kommune bestod af følgende sogne:
- Bøvling Sogn (Skodborg Herred)
- Dybe Sogn (Vandfuld Herred)
- Fabjerg Sogn (Skodborg Herred)
- Ferring Sogn (Vandfuld Herred)
- Fjaltring Sogn (Vandfuld Herred)
- Flynder Sogn (Skodborg Herred)
- Gudum Sogn (Skodborg Herred)
- Heldum Sogn (Skodborg Herred)
- Hove Sogn (Vandfuld Herred)
- Hygum Sogn (Vandfuld Herred)
- Lemvig Sogn (Skodborg Herred)
- Lomborg Sogn (Skodborg Herred)
- Møborg Sogn (Skodborg Herred)
- Nees Sogn (Skodborg Herred)
- Nørlem Sogn (Skodborg Herred)
- Nørre Nissum Sogn (Skodborg Herred)
- Ramme Sogn (Vandfuld Herred)
- Rom Sogn (Skodborg Herred)
- Trans Sogn (Vandfuld Herred)
- Tørring Sogn (Skodborg Herred)
- Vandborg Sogn (Vandfuld Herred)

## Borgmestre[6]
| Navn                   | Parti   | Periode   |
| ---------------------- | ------- | --------- |
| P. Dalgård Frandsen    | Venstre | 1970-1984 |
| Jens Kristian Skovmose | Venstre | 1984-1998 |
| Jørgen Nørby           | Venstre | 1998-2006 |